# Dirk Oberritter
Dirk Oberritter (* 10. Juli 1972 in Riesa) ist ein ehemaliger deutscher Fußballspieler.

## Karriere
Oberritter spielte in der Jugend von Dynamo Dresden. Für Dynamo bestritt er zwei Spiele in der Bundesliga, jeweils eins in der Saison 1992/93 und eins in der Saison 1994/95. Bei beiden Spielen wurde er eingewechselt. Sein erstes endete 1:1 gegen den 1. FC Saarbrücken und er ersetzte ab der 82. Spielminute Dirk Zander. Sein zweites wurde mit 4:2 gegen den MSV Duisburg gewonnen. Er spielte ab der 84. Minute für Matthias Maucksch. Anschließend wechselte Oberritter für eine kurze Zeit zum VfB Leipzig, für den er ein Spiel in der 2. Bundesliga absolvierte, kehrte aber schnell nach Dresden zurück. Später spielte er noch im Amateurbereich für BSG Stahl Riesa, FV Dresden 06 sowie in der Bezirksliga für SV Wesenitztal und den Meißner SV 08.

## Sonstiges
Oberritter betreibt mit Gunnar Grundmann in Dresden ein Sportgeschäft und hat zusammen mit ihm und Rico Clemens 2014 den Sportartikelhersteller Geco-Sportswear gegründet.